# Donnan (Iowa)
Donnan est une ville fantôme, du comté de Fayette en Iowa, aux États-Unis. Les bureaux de la poste sont mis en service le 10 juillet 1874. La ville est fondée en 1878 sous le nom de Donnan Junction. La population de la ville s'est lentement effondrée : en 1990, elle était de 7 habitants. Ceux-ci ont alors voté pour que la ville soit désincorporée, en 1991.